# Château d'Auzon (Lucenay-lès-Aix)
Ne pas confondre avec le château d'Auzon, à Auzon (Haute-Loire).
Le château d’Auzon (ou Ozon) est situé sur la commune de Lucenay-lès-Aix dans la Nièvre, à la limite des départements de la Nièvre et de l’Allier, au bord de la rivière l’Ozon (ou Auzon). C’est la propriété la plus méridionale du département de la Nièvre. Le parc a été dessiné par Paul de Lavenne de Choulot.
L'ensemble bâti et le parc sont inscrits au titre des monuments historiques depuis 2024.

## Localisation et toponymie
Le château est situé sur la commune de Lucenay-lès-Aix, dans le département de la Nièvre, en région Bourgogne.
Auzon s'écrit aussi Ozon suivant les époques et les actes. La majeure partie des documents anciens mentionne Auzon à l'exception de la carte de Cassini.
La rivière l'Ozon s'orthographie également Auzon sur les anciennes cartes et plans. Il est dit que c'est la propriété qui a donné son nom à la rivière en raison de la longueur de la première. Le nom d'Auzon, qui est celui de cours d'eau dans de nombreux départements, désigne un ruisseau traversant les communes d'Yzeure, Lusigny, Chézy ; c'est l'équivalent du latin Alnus (aulne).

## Description
Si le fief d’Auzon est ancien, et attesté par des aveux, et que des constructions remontent au XVe (domaine), le château n’apparait suffisamment décrit en tant que tel que dans un acte de 1680 qui détaille surtout l’intérieur et où l’on comprend l’existence d’une tour et d’une chapelle. Qualifié de château au XVIIe siècle, l’édifice n’a pour autant jamais eu de caractère défensif.
Le bâtiment central et une tour sont modifiés sous la Restauration avec l’adjonction d’une aile au nord et la surélévation des toitures sous la conduite de travaux initiés par François Charrier, maire de Moulins et président du Conseil général de l'Allier.
L'édifice actuel se compose d'un bâtiment central avec deux ailes plus hautes de chaque côté, asymétriques en raison d'une terrasse sur l'aile sud.
Il est composé de pierres et de briques, les briques sont recouvertes d'un enduit peint. On peut apercevoir des croisillons bourbonnais à certains endroit (briques polychromes dite aussi de la Sologne bourbonnaise).
L’intérêt semble tenir à sa situation au bord de la rivière l’Auzon (désormais orthographiée Ozon) et la superficie de ses terres.
Les domaines dépendant d’Auzon s’étendent sur les communes de Lucenay-lès-Aix, Chézy, La Chapelle-aux-Chasses, Saint-Ennemond et Gennetines.
Les différentes mentions dans le sommier de la généralité de Moulins ou les différents contrats de vente incluent avec le fief d’Auzon la terre des Louteaux (commune de Chézy) qui ne fut séparée qu'à partir de 1815.
La confusion quant aux limites dure encore au moment de la convocation aux États généraux de 1789 où la paroisse de Lucenay-les-Aix (comme Aurouer et Toury-Lurcy) comparut à la fois dans les bailliage de Nevers et de Moulins. De même lorsque le maire de Moulins François Charrier habite au château d'Auzon en 1838, il mentionne son habitation comme faisant partie de l'Allier.
Un parc est dessiné en 1849 par le comte de Choulot sur les bases d’un parc plus ancien (comblement de pièces d'eau) et planté d’essences variées et rares et la réalisation d'un lac artificiel sur la rivière.
Les communs sont entièrement refaits vers 1870 afin de permettre au château et à sa « réserve » de vivre en autarcie. Auzon disposait au début du XXe de son moulin et de sa tuilerie.
Le château, propriété privée, ne se visite pas sauf le parc lors des Rendez-Vous aux Jardins et Journées européennes du patrimoine.

## Historique
Au début XIVe siècle : existence attestée du fief d’Auzon.
Château et fief en 1626.
En 2018 ont été découvertes des pièces datant de Charles VII (1422-1461).

### Liste des seigneurs et propriétaires d'Auzon[9]
- Noble homme Louis Gentil "seigneur de l'hotel d'Ozon"[10]
- Vers 1443 Jean Gentils[11], écuyer (fils d'autre Jean), écuyer, seigneur d'Auzon (commune de Lucenay-les-Aix), et la Cave en pie (Beaumont-Sardolles), hommes d'armes aux montres à Nevers en 1467 et 1469, mort avant 1477, avait pour frère : Pierre, seigneur d'Auzon et d'Aulnay en Pic 1444-72
- Vers 1477 Guyot des Gentils[12], écuyer, seigneur d'Auzon, qu'il dénombre en 1477, d’Aglan (Lucenay-les-Aix) 1477-96, épouse en 1489 Françoise de Buyat, fille d'Archambault, seigneur du Meuble,
- 1556-1596 Philibert (ou Philippe)[13] des Gentils, écuyer, seigneur d'Aglan, Auzon et les Ecots, Homme d'armes au ban Nivernais, fait hommage à Decize en 1575, père d’ Antoine
- Antoine des Gentils, chevalier, dit: baron de Lucenay, seigneur d'Aglan, Auzon, les Écots, la Cour-du-Bois (Lucenay-les-Aix), Beize, Montjournal en pic, 1/2 de Cossaye et Ris (Cossaye) chevalier de l'ordre, un des cent gentilshommes du roi en 1626, échange les Écots 1617, mort en 1639, épouse Jeanne de Bonnay, fille d'Antoine, seigneur de Bessay. "Antoine Gentil, qui fit placer dans l'église de Lucenay l'épitaphe[14] de son père et de sa mère, Catherine d'Esme, semble avoir été le premier personnage important de sa famille, laquelle, jusqu'à lui, vivait obscurément dans son petit fief d'Aglan. On le trouve, à partir des premières années du xvn° siècle, qualifié chevalier de l'ordre du roi, seigneur baron de Lucenay-les-Aix, la Cour-du-Bois, Beize, Auzon, Aglan, Cossay, Ris, etc.', ce fut alors qu'il prit le nom de des Gentils, porté depuis par ses descendants, dont le dernier qui nous soit connu est Louis-Gabriel des Gentils, mentionné comme ayant fait hommage pour Lucenay-les-Aix en 1736"[15]. dont :
- Annet, des Gentils, chevalier, seigneur des mêmes lieux et du Bessay, qu'il achète en 1641 (Toury-s.-Jour), le Perray, le Jay, gentilhomme du roi en 1642, mort en 1657 à soixante ans, épouse avant 1625 Marguerite d’Armes[16], ci-dessus, qui lui porta Lamenay, Craux et Chevalines
- Antoine-François des Gentils, chevalier, baron de Lucenay et du Bessay, seigneur d'Aglan, le Perray, le Jay et Lamenay, Mort avant 1689, épouse le 25 nov. 1662 Marie d'Aumale
- Anne-Paul-Laurent des Gentils, comte du Bessay, seigneur de Lucenay, Beize, la Cour-du-Bois, Montjournal, 1696-1713, chevalier de S'-Louis, mestre de camp de cavalerie, épouse avant 1700 F. de Guiderbouze de Cléran, dont une fille: Gabrielle, née 1710, mariée av.1720 à Henri de Vassé, guidon gendarmes de la garde.
- Madeleine, dame du Bessay et Aglan, sans alliance, qu'elle vend en 1720 ainsi que Madame de Lamenay: Craux, Lamenay. La famille des Gentils fut ruinée par le système de Law.
- Guillaume Jolliard, receveur des domaines et bois en la maitrise de Moulins. Fief, seigneur d’Auzon, paroisse de Lucenay. 1720, 1728[11] (es qualité ?)
- Pierre-Gilbert Farjonnel (d’Auzon) Magistrat conseiller en 1720[17] puis procureur au Présidial de Moulins, trésorier de France au bureau des finances de la généralité de Moulins dont il est écrit à propos des biens sur Chézy " mais ils ne tardèrent pas à être englobés dans l'immense terre que constitua, dans ces parages, vers 1750, Pierre-Gilbert Farjonnel, trésorier de France à Moulins, terre qui comprenait notamment Ozon, en Nivernais"[5]
- Sebastien Alarose de la Brenne, époux de Jeanne Farjonnel, fille du précédent, universel héritier du précédent, seigneur de la Baume (Le Veurdre) ancien trésorier de France, et qui fut le premier procureur-syndic de la commune de Chézy. Arrêté aux Loutauds[5], Sébastien Alarose fit, comme son cousin et voisin, Gabriel Sallé, partie de la dernière charrette[18] et fut guillotiné le jour même de la chute de Robespierre qui vend à:
- 1771 François Thiériot, entrepreneur de tabacs à Moulins (en franc-Alleu) et son frère Nicolas Claude Thieriot ami de Voltaire et correspondant du roi de Prusse.
- 1787 Achat par Pierre-Philippe Pearron de Serennes, gouverneur pour le roi de la ville et du château de Vierzon, qui a également acheté en 1767 de domaine de Nohant pour le modifier considérablement.
- 1805 Achat par Jean-Baptiste Mollot, demeurant place Vendôme à Paris, et originaire de Savoie, dont la veuve, sœur de Philibert Curial se remaria avec le chevalier Charrier en 1807. Contrairement à ce qu'indique les auteurs cités[5] à propos des Loutauds et Ozon, les biens n'ont pas été confisqués sous la révolution et sont demeurés propriétés du comte de Sérennes qui ne s'en est séparé qu'en 1805[8]
- 1807 Chevalier François Charrier, né le 3 avril 1780, décédé le 22 mai 1859, à l'âge de 79 ans, Auditeur au Conseil d'Etat, sous-préfet, président du Conseil général de l'Allier, maire de Moulins (1838-1840) chevalier de la Légion d'honneur
- Victor Chabot, propriétaire par mariage avec Clémentine Emmanuelle Charrier, fille du précédent.
- Jules Benoit Pons de Freluc, juge d'instruction au tribunal de Gannat, puis procureur de la République à Moulins[19], écrivain et conseiller général du canton d'Escurolles, par mariage avec Marie Chabot, fille du précédent, petit-fils de Jacques Loisel de Douzon, président du Conseil Général de l'Allier.
- Joseph, vicomte de Durat[20], époux d'Emmanuelle Benoit Pons de Freluc.

### Événements marquants
Il ne semble pas qu'Auzon ait connu des troubles particuliers lors de la révolution française, contrairement à quelques événements dans le bourg de Lucenay-lès-Aix considéré comme révolutionnaire. Mais le propriétaire d'Auzon Pierre Philippe Pearon de Serennes, pendant la révolution est présenté comme émigré en 1792.
Auzon a été occupé à partir du mois de juin 1940 par les troupes allemandes dont le stationnement permet d'assurer la relève non loin de la ligne de démarcation (Moulins et le pont Régemortes) qui devient passage de la zone occupée à la zone libre). Une guérite était placée au portail en bordure de route. L'occupant allemand se retire tout début septembre 1944 et sera engagé dans des combats plus loin à Decize par les Forces françaises de l'intérieur.
Auzon a été libéré en septembre 1944 par les Forces françaises de l'intérieur (G.M.R. de Guyenne) après 4 ans d'occupation allemande. Le passage des FFI est documenté par des photos, la signature des officiers sur le livre d'or de même qu'un ordre de mission pour aller au "château d'Ozon". Les FTP viendront accrocher les FFI stationnés à Auzon.
Le colonel Sardier séjourne à Auzon après 1945 avant sa réhabilitation.

## Intérêt botanique et environnemental
Le parc est redessiné en 1849 par le comte de Choulot pour le compte de madame Chabot. Celui-ci vient remplacer un ancien parc ou jardin que les archives permettent peu de définir, sauf qu'il est constitué de bassins aujourd'hui comblés. Des plantations d'ifs subsistent.
Le parc agricole et paysager permet d'intégrer des éléments de parc (allées, fabriques) en conservant des espaces permettant la pâture des animaux ou certaines cultures.
Après la réalisations des projets du comte de Choulot (lac, île, jardin alpestre) sur un terrain nu, celui-ci fait l'objet de plantations sans que l'on puisse attribuer à Choulot le choix des arbres sauf les résineux dont il tient à dessiner les bosquets pour les lignes de fuites.
Le parc est constitué d'essences rares dont l'origine viendrait à la fois des voyages effectués à travers le monde au XIXe siècle, notamment par les pépiniéristes Treyve, et des échanges proches avec l'arboretum de Balaine situé non loin dans l'Allier.
On trouve notamment:
| Séquoia à feuilles d'if (Sequoia sempervirens) 'Pendula'  |
| Cyprès chauve (Taxodium distichum)                        |
| Sophora du Japon (Styphnolobium japonicum)                |
| Tulipier de Virginie (Liriodendron tulipifera)            |
| Ginkgo (Ginkgo biloba)                                    |
| Oranger des Osages (Maclura pomifera)                     |
| Ptérocaryer du Caucase (Pterocarya fraxinifolia) 'Dumosa' |
| Sassafras (Sassafras albidum)                             |
| Osmonde Royale (Espèce protégée)                          |
| Fagus Sylvatica Tricolor ou hêtre à feuilles tricolores   |
| Lathraea clandestina                                      |

Le plan du parc est conservé à Auzon et les dessins de travail par l'Association des parcs Choulot.
Des conventions ont été signées avec les CAUE de l'Allier et de Bourgogne pour la protection des tortues (cistudes d'Europe). Des études ont également été menées sur les populations de chauve-souris dont Auzon est classé comme refuge.
Le parc a le mérite d'être conservé dans sa superficie (30 hectares) et deux fabriques sont encore visibles. Il est traversé par une rivière sur laquelle un lac artificiel a été créé au milieu du XIXe siècle. Il est à la fois sur le département de la Nièvre et le département de l'Allier.

## Protection
Le parc dessiné par le Comte de Choulot, la perspective coté ouest, les portails et fabriques, les facades et toitures du château et des communs sont protégés au titre des Monuments historiques par arrêté du 28 mai 2024.